# NGC 344
NGC 344 est une vaste et lointaine galaxie spirale barrée située dans la constellation de la Baleine. Sa vitesse par rapport au fond diffus cosmologique est de  NGC 344 a été découverte par l'astronome américain Frank Müller en 1886.

## Caractéristiques
Sa vitesse par rapport au fond diffus cosmologique est de 16 501 ± 220 km/s, ce qui correspond à une distance de Hubble de 243 ± 17 Mpc (∼793 millions d'al).

## Identification

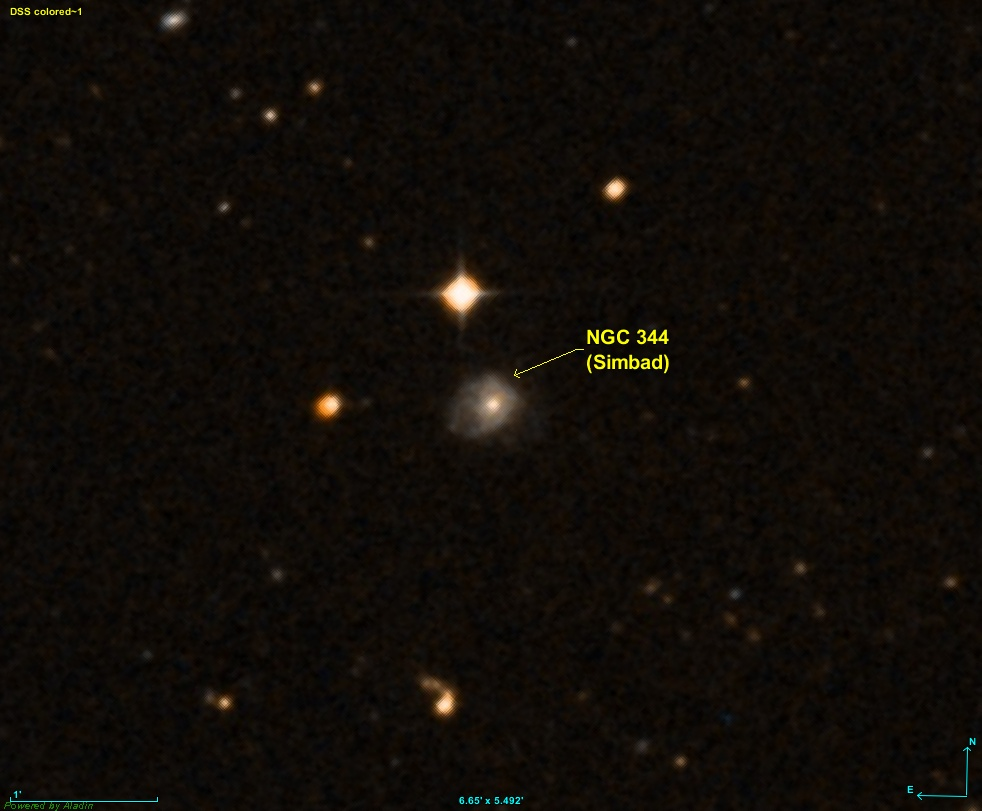
NGC 344 selon SIMBAD.

Selon la base de données Simbad, la position de NGC 344 est 01h 01m 35.578s et -23° 15′ 52.89″. Ces valeurs correspondent à la position de la galaxie 2MASX J01013557-2315528.